# ایلیریکوم (استان رومی)
ایلیریکوم  (به لاتین: Illyricum) یکی از استان های امپراتوری روم بود که در بین سال‌های ۱۶۷ پیش از میلاد تا ۱۰ میلادی موجودیت داشت و پس از آن به دو استان تقسیم شد. این استان در محدوده کشورهای یوگسلاوی و آلبانی امروزی قرار داشت.